# Roger Wolman
Pour les articles homonymes, voir Wolman.
Roger Wolman (16 juillet 1938, Paris 10e) est un des enfants d'Izieu, où il est réfugié du 18 octobre au 6 novembre 1943, avec son frère aîné, Henri Wolman, et son cousin, Henri Kaufman. Les trois quittent la Maison d'Izieu cinq mois avant la rafle du 6 avril 1944. Roger et Henri Wolman sont des témoins de la Shoah en France.

## Biographie
Roger Wolman est né le 16 juillet 1938 dans le 10e arrondissement de Paris. Son père, Moszek Wolman, est né le 3 juin 1908, à Rospiza, un village proche de Cracovie, en Pologne. Il travaille comme cordonnier. Sa mère, Ruchla Wolman (née Lotringer) est née à Varsovie en Pologne. Elle travaille dans le prêt-à-porter, dans un atelier de fabrication. Ils habitent 23 rue du Faubourg-du-Temple dans le 10e arrondissement de Paris.
Il a un frère aîné, Henri Wolman ,.
En 1941, Roger Wolman est envoyé en Bretagne avec son frère et sa grand-mère ; il est séparé de ses parents.
Après la rafle du Vel d'Hiv du 16 juillet 1942, son père décide de franchir la ligne de démarcation pour accéder à la zone libre. Il est arrêté et déporté, par le convoi no 6, en date du 7 août 1942 du camp de Pithiviers vers le camp d'Auschwitz.
La mère de Roger Wolman est arrêtée en tentant de passer la ligne de démarcation ; elle est assignée à résidence à Châlus (Haute-Vienne). En 1943, elle s'évade et va à Nice  (Alpes-Maritimes (en zone libre) pour retrouver ses enfants. Roger Wolman a 5 ans et son frère a 11 ans. Ils habitent au Chemin des Pins. La famille  Wolman, en juillet 1943, est prise lors d'une rafle, après une dénonciation. Seuls les enfants en réchappent.  Ruchla Wolman est déportée par le convoi no 60, en date du 7 octobre 1943, du camp de Drancy vers Auschwitz, où elle est assassinée, le 12 octobre 1943.

### La Maison d'Izieu
Roger Wolman est réfugié du 18 octobre au 6 novembre 1943, avec son frère aîné, Henri Wolman, et son cousin, Henri Kaufman. 
Henri Wolman s'inquiète du bruit et des mouvements à la maison d'Izieu. Il contacte un oncle Henri (frère de sa mère) qui habite à Lyon, en lui demandant de les faire quitter l'endroit. 
Les deux frères et le cousin quittent la Maison d'Izieu 5 mois avant la rafle du 6 avril 1944. 
Roger et Henri Wolman sont envoyés jusqu'à la fin de la guerre chez leur tante, près de Clermont-Ferrand dans une ferme.
En 1945, Roger et Henri Wolman retournent à Paris. Ils retrouvent leur père, physiquement et moralement très affaibli, et apprennent que leur mère a été assassinée à Auschwitz.
Roger et Henri Wolman sont des témoins de la Shoah en France.
Henri Wolman est mort le 26 novembre 2017, à l'âge de 86 ans, et enterré le 1er décembre 2017 au cimetière La Salle à Tours (Indre-et-Loire).

## Pour approfondir